# Sísif (diàleg)

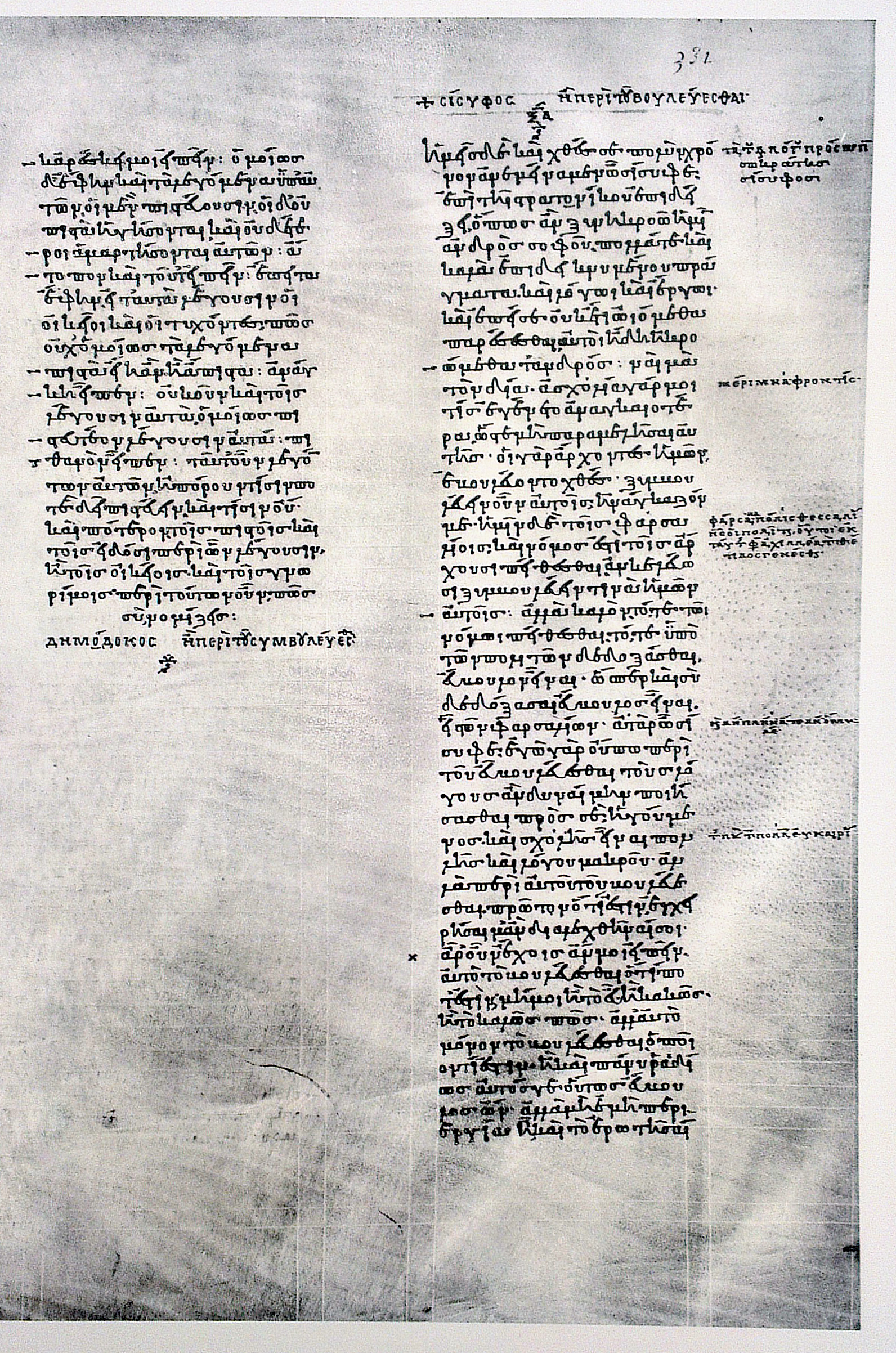
Pàgina en grec del Codex Parisinus.

Sísif, se suposa que és un dels diàlegs de Plató. Aquest diàleg es va incloure en l'edició Stephanus, publicada a Ginebra el 1578. Actualment es creu que és fals el seu origen. Aquest diàleg data del segle iv aC, i l'autor era probablement un deixeble de Plató.
És un diàleg entre Sòcrates i Sísif. Sísif creu que la deliberació permet trobar el millor curs de l'acció, però a Sòcrates la pròpia deliberació el confon, perquè se suposa que la deliberació ha de ser diferent de fer conjectures. Al final del diàleg, es fa evident que Sísif no sap què és deliberació. El diàleg sembla fer referència a una concepció bona de la deliberació (euboulia), de la qual Isòcrates va ser un exponent rellevant. L'autor utilitza el terme dialegesthai (338d8, 390b6) d'una manera no platònica per a referir-se, no a la dialèctica, sinó al que Plató considerava erística.
Carl Werner Müller sosté que Sísif es pot datar amb seguretat al terç mitjà del segle iv aC i, suposant que la referència a Cal·lístrat el 388 és a Cal·lístrat d'Afidnes, per al període comprès entre la pena de mort de Cal·lístrat el 361 i la seva execució (per 350), ningú no hauria de preguntar "qui és Cal·lístrat?"; però, pel fet que Cal·lístrat "constantment canviava de localització quan era a l'exili", la pregunta d'"on és Cal·lístrat?" sí que seria una veritable pregunta. Francesco Aronadio data també aquest treball durant la vida de Plató i la posa dins l'Acadèmia. Schleiermacher havia opinat que Sísif tal vegada podria haver estat produït a l'escola de Mègara.
El diàleg és lliurement parafrasejat en el llibre de Dió Crisòstom, En deliberació (oració 26), el primer exemple d'una referència feta pel famós autor d'una composició dins l'Appendix Platonica (Notheuomenoi).